# Titularbistum Allegheny
Allegheny ist ein Titularbistum der römisch-katholischen Kirche.
Das in den USA gelegene Bistum Allegheny wurde am 11. Januar 1876 aus dem Territorium des Bistums Pittsburgh (Pennsylvania) gegründet und gehörte zur Kirchenprovinz Philadelphia.
Es wurde am 1. Juli 1889 aufgehoben und fiel an Pittsburgh zurück. Unter Papst Paul VI. wurde es als Titularsitz wiedererrichtet und 1971 erstmals vergeben.

## Liste der Bischöfe von Allegheny
| Nr. | Bischof           | von  | bis  | Beschreibung | Darstellung | Wappen |
| --- | ----------------- | ---- | ---- | --- | ----------- | ------ |
| 01  | Miguel Domenec CM | 1876 | 1877 | * 27. Dezember 1816 in Tarragona, Spanien, am 30. Juni 1839 zum Ordenspriester geweiht. Am 28. September 1860 zum Bischof von Pittsburgh ernannt und am 9. Dezember 1860 konsekriert. Am 11. Januar 1876 Bischof von Allegheny, emeritiert am 29. Juli 1877, † 7. Januar 1878. |             |        |
| 02  | John Tuigg        | 1877 | 1889 | * 19. Februar 1821 in Donoughmore, Irland, am 14. Mai 1850 im Altoona, (Pennsylvania) zum Priester geweiht, am 16. Januar 1876 zum Bischof von Pittsburgh ernannt und am 19. März 1876 konsekriert. 1877 Apostolischer Administrator von Allegheny, † 7. Dezember 1889.        |             |        |

| Titularbischöfe von Allegheny |                        |                                                         |                  |                  |
| Nr.                           | Name                   | Amt                                                     | von              | bis              |
| 1                             | George Leo Leech       | emeritierter Bischof von Harrisburg (Pennsylvania, USA) | 29. Oktober 1971 | 12. März 1985    |
| 2                             | Edward Michael Egan    | Weihbischof in New York (USA)                           | 1. April 1985    | 5. November 1988 |
| 3                             | Patrick Joseph McGrath | Weihbischof in San Francisco (Kalifornien, USA)         | 6. Dezember 1988 | 30. Juni 1998    |
| 4                             | Robert Joseph McManus  | Weihbischof in Providence (Rhode Island, USA)           | 1. Dezember 1998 | 9. März 2004     |
| 5                             | John Walter Flesey     | Weihbischof in Newark (New Jersey, USA)                 | 21. Mai 2004     |                  |